# سیرچ

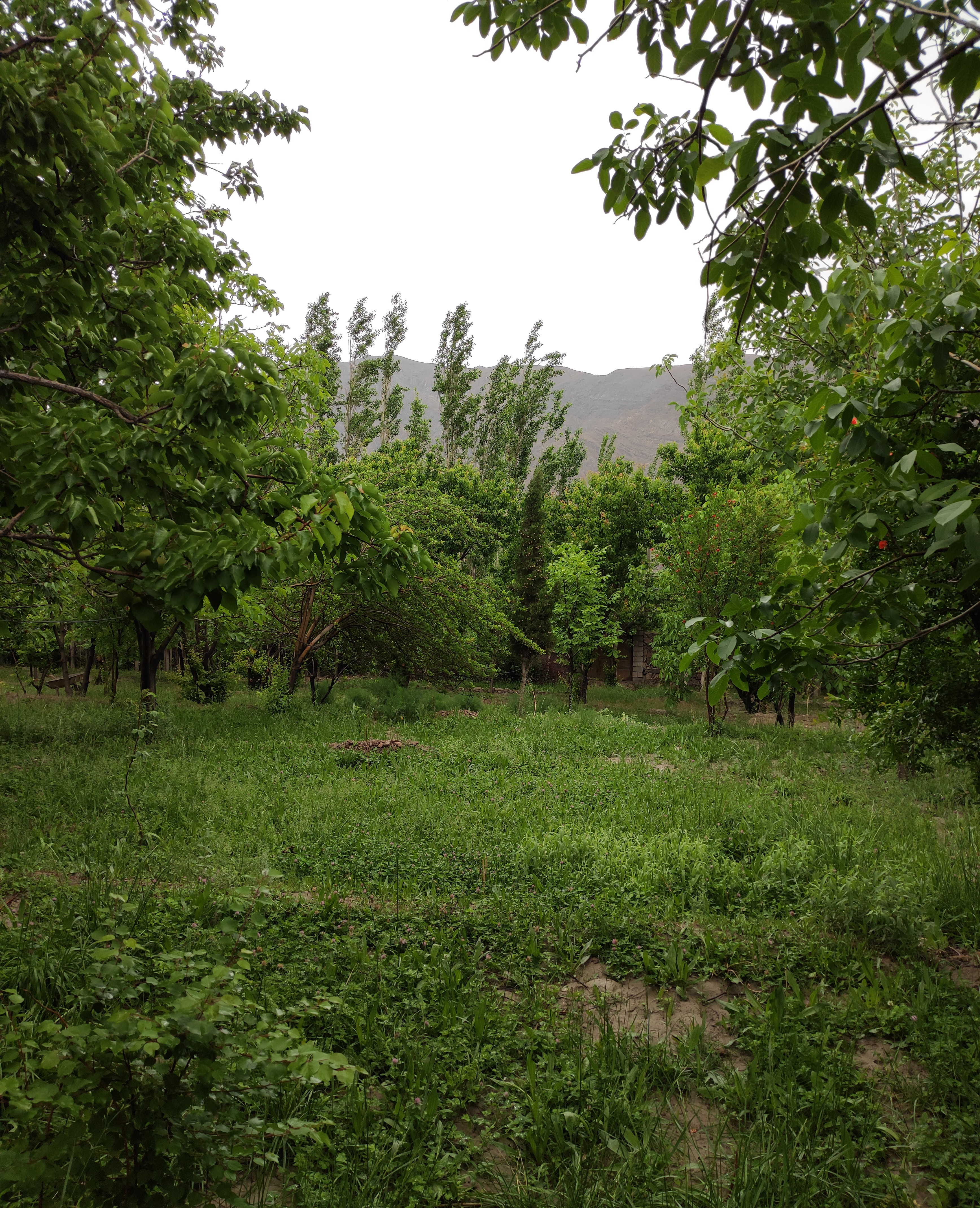
یک باغ در روستای سیرچ

درفاصله ۴۰ کیلومتری از گرم‌ترین منطقه روی زمین،روستایی ییلاقی با آب و هوای کوهستانی و سرد به نام سیرچ قرار دارد؛سیرچ همانند تکه‌ای از بهشت در دل کویر گرم،هر شخصی را حیرت‌زده می‌کند.فکرش را بکنید به فاصله ٣٠ کیلومتر از سیرچ به طرف کلوت های شهداد منطقه گندم بریان وجود دارد که گرم ترین نقطه دنیا است و دمای هوای در این نقطه به ٩٠ درجه سانتی گراد و بیشتر میرسد.این دهستان که از توابع بخش کرمان شهرستان کرمان استان کرمان میباشد که فاصله ای در حدود 50 کیلومتری از مرکز استان دارد، در دره‌ای سرسبز و پوشیده از گیاه و درخت قرار گرفته است که از دامنه قله جفتان شروع می‌شود و تا شهداد ادامه دارد. دهستان سیرچ از جمله جاهای دیدنی کرمان است که گویی با اقلیم این استان در تناقض است.
تناقض وجود منطقه کوهستانی و خوش آب و هوا در دل استان کویری کرمان
با وجود اینکه فاصله چندان زیادی از منطقه شهداد و و کلوتهای شهداد و گندم بریان ندارد، سیرچ دارای آب‌وهوایی کوهستانی است و از جمله مناطق ییلاقی استان کرمان محسوب می‌شود. دهستان سیرچ جزو جاهای دیدنی کرمان به شمار می‌رود و آب‌و‌هوای خنک و مرطوب آن سبب شده به مناطق شمالی ایران شباهت پیدا کند. علاوه بر این، قرارگیری روستای سیرچ در ارتفاعات و سرسبزی بی‌نظیرو شگفت انگیز آن موجب شده است تا گردشگران ازآن به‌عنوان سوئیس ایران نیز یاد کنند.
اسم روستا سیرچ از کجا گرفته شده است؟ 
از آنجایی که روستای سیرچ بسیار سرسبز و ییلاقی بوده،دامداران قدیمی به این منطقه سیرچ سیر از چرا می‌گفتند که با گذشت زمان به سیرچ مختصر شده و این روستا به اسم سیرچ یاد می شود 
درختان سرو و چنار برای سال‌ها است که روستای ییلاقی سیرچ را در آغوش خود گرفته‌اند. روستای سیرچ که در روزگار قدیم به نام «بهارستان» شهرت داشته است، در هریک از فصل‌های سال، زیبایی خاص خود را دارد؛ هر چند در فصل بهار و پاییز، این زیبایی بیشتر خودنمایی می‌کند.
روستای سیرچ زادگاه هوشنگ مرادی کرمانی [هوشو]
نویسنده شاخص کودک و نوجوان ایرانمیباشد.
شغل بیشتر مردمان روستا دامداری و کشاورزی است و در کنار آن نیز با توجه به وضعیت آب‌وهوایی سرد و کوهستانی این روستا و همچنین داشتن آب کافی،شرایط پرورش ماهی نیز فراهم است.
روستای سیرچ در ارتفاع ۱,۵۵۰ متری از سطح دریا قرار دارد؛ همین امر سبب شکل‌گیری آب‌وهوایی نسبتا معتدل و خنک در این روستا شده است. وجود رودخانه‌ای دائمی و خروشان به طول ١۵ کیلومتر در وسط روستا نیز باعث شکل‌گیری طبیعت سرسبز پیرامون روستا شده است. 
آب رودخانه و بارش کافی باران در [منطقه تونل] سیرچ، منبع اصلی برای آبیاری محصولات کشاورزی روستای سیرچ به شمار می‌روند.از جمله محصولاتی که در این روستا به عمل می‌آیند می‌توان به انگور،زرد آلو،گیلاس، آلبالو،خرمالو،سیب درختی،انجیر، شلیل، انار و گردو...اشاره کرد.
لازم به ذکر است که انار و زرد آلوی سیرچ در کل ایران معروف است و از آن به عنوان بهترین انار دانه سیاه یاقوتی و زردآلو نوری کشاورزی یاد میشود.
خوش آب‌وهوایی روستای سیرچ سبب شده تا از قدیم، در این روستا، درختان مختلفی همچون سرو و چنار رشد کنند؛ از همین رو، درخت‌های قدیمی زیادی در این روستا به چشم می‌خورند؛دو تااز قدیمی‌ترین درختان این روستای سیرچ که از جمله جاذبه‌های گردشگری آن به شمار می‌رود، ١)درخت سرو کهنی است که بنابر گفته‌ها، بیش از سه هزار سال سن دارد و به «سرو سه هزار ساله سیرچ» معروف است.
ارتفاع این درخت سرو ٢٢ متر است
قطرتنه این درخت ٢/٢٠ و ١/٣٠متر است
قطر تاج این درخت ٢١ متر است
سرو سیرچ نماد سرسبزی و استقامت روستا است
٢)یکی دیگر از درختان کهن این روستا هم درخت چنار باغ چنارهای سیرچ در منطقه درباغوئیه است که این درخت ثبت ملی شده است.

### پیست اسکی تونل سیرچ
پیست اسکی ،از زیباییهای آب‌وهوای خنک روستای سیرچ سبب شده در فصل‌های پاییز و زمستان، کوهستان‌های پیرامون آن پوشیده از برف باشند؛ پیست اسکی تونل  سیرچ باموقعیت وشرایط طبیعی بسیار زیبا در ورودی روستای سیرچ قرار دارد هر ساله در پاییز و زمستان این پیست پذیرای مردم برای برف بازی و تیوپ سواری روی برف می باشد

## جمعیت
براساس سرشماری مرکز آمار ایران که در سال ۱۳۸۵ صورت گرفته، جمعیت آن ۱٬۶۸۸نفر (۴۴۵خانوار) بوده‌است.